# Koca Dervish Mehmed Pasha
Koca Dervish Mehmed Pasha (em turco:  Koca Derviş Mehmed Paşa e Bıyıklı Koca Derviş Mehmed Paşa) foi um oficial militar e estadista otomano da Circássia.
Ele foi nomeado Kapudan Pasha (Grande Almirante) em 1652 e promovido a Grão-Vizir em 21 de março de 1653. Ele ocupou o cargo até 28 de outubro de 1654.